# Karolina Kusek
Karolina Kusek (ur. 19 lipca 1940 w Tarnopolu) – polska pisarka i poetka, dziennikarka, autorka fraszek, aforyzmów, złotych myśli i tekstów piosenek. Do 2007 roku wiceprezes wrocławskiego oddziału Związku Literatów Polskich.

## Życiorys
Jest absolwentką Szkoły Muzycznej (klasa skrzypiec) we Wrocławiu, Wydziału Polonistyki Uniwersytetu Wrocławskiego oraz Akademii Pedagogiki Specjalnej im. Marii Grzegorzewskiej w Warszawie. Pracowała w Wydawnictwie Zakładu Narodowego im. Ossolińskich we Wrocławiu, a następnie jako dziennikarka w Słowie Polskim i Słowie Powszechnym. Debiutowała w 1970 roku wierszem A sio rakieto! w czasopiśmie Miś.
Karolina Kusek wydała 26 książek, głównie dla dzieci i o dzieciach. Jest autorką poetyckiej wersji Dziadka do orzechów według Ernsta Hoffmanna do muzyki Piotra Czajkowskiego, na premierowe przedstawienie baletu w Operze Wrocławskiej.
Jest orędowniczką praw i ochrony dziecka, mówi: dziecko jest największym dobrem, któremu należy się szacunek, godne dzieciństwo, miłość i rozwój. W formie literackiej  przedstawia świat dziecka – jego życie, doznania, emocje. Przywołuje okres wojen, a w nich niewyobrażalny dramat dzieci. Autorka stara się pokazać dorosłym świat widziany oczyma dziecka, który często różni się od tego jak oni go widzą. Apeluje o zwrócenie uwagi na problemy dzieci we współczesnym świecie, jak również kieruje słowa do dziecka, starając się ukierunkować jego wrażliwość na piękno, trwałość i kruchość świata, harmonię w przyrodzie, mądrość praw natury, której człowiek jest nierozerwalną częścią
Karolina Kusek stworzyła także uniwersalne dzieła poetyckie,  gdzie porusza tematy dotyczące spraw społecznych, duchowych, cywilizacji i jej skutków dla ludzkości. Wiele miejsca poświęciła ojczyźnie, odnosząc się do historii i przywiązania do tradycji.  
We wrześniu 2009 roku na Uniwersytecie im. J. Kochanowskiego w Kielcach odbyła się międzynarodowa konferencja naukowa poświęcona twórczości poetki „W kręgu twórczości Karoliny Kusek” z udziałem naukowców, krytyków i tłumaczy.
Na temat poezji Karoliny Kusek pisali badacze, krytycy, tłumacze literatury i poezji.
Karolina Kusek jest stałą jurorką Ogólnopolskiego Konkursu Poetyckiego „Małe krajobrazy słowa” w Kędzierzynie-Koźlu. Jej imieniem nazwany jest Konkurs Recytatorski i Biblioteka w Orzeszkowie

## Nagrody i wyróżnienia
- Nagroda Pracy Organicznej im. Marii Konopnickiej
- Nagroda Literacka im. Klemensa Janickiego
- Statuetka „Feniksa” – nagroda ekspresjonistyczna im. Tadeusza Micińskiego
- Srebrny medal „Labor Omnia Vincit” – („Praca wszystko zwycięża”) im. Hipolita Cegielskiego
- Europan Medal of Poetry and Art. „Homer”
- IV Finałowe miejsce w Plebiscycie Polska Times „Osobowość Roku 2016”[8]
- Sześciokrotna laureatka w Plebiscycie Gazety Wrocławskiej „Kobieta wpływowa Dolnego Śląska” w latach 2012–2017
- III finałowe miejsce w Plebiscycie dziennikarzy „20 najbardziej wpływowych kobiet Dolnego Śląska” 2021[9][10]

## Wydane książki
Poezje Karoliny Kusek zostały przetłumaczone m.in. na języki obce: angielski, czeski, francuski, niemiecki, rosyjski, hiszpański i włoski. Utwory autorki zostało opublikowanych w czasopismach pedagogicznych, w prasie ogólnopolskiej i regionalnej, a także w antologiach poezji dla dzieci, podręcznikach dla szkół i przedszkoli oraz prasie.
Wydane tomiki poezji:
- Słonecznikowe nutki, 1982[1]
- Na Ziemi i wyżej
- Spacerkiem przez pole[13]
- Barwy lata[13]
- Twoje słowa
- Z babcią za rękę[13]
- Moje krajobrazy
- Malowane słońcem
- W stronę słońca
- Obrazki z naszego dzieciństwa[1]
- Pomiędzy świtem a zmierzchem (wiersze żałobne po katastrofie lotniczej pod Smoleńskiem)[14]
- Atramentowym szlakiem[14]
- Za głosem serca[14]
- Objęłam spojrzeniem świat dziecka[2]
- Taniec czasu
- Pomiędzy tęczą a błotnym kamieniem
- Tajemniczy cień – baśń sceniczna[15]
- Gdy oniemieli wieszcze[16]
- Ty jesteś moim słońcem[4]
- Dzieci Marsa[14][17]